# Cavour (Dakota del Sud)
Cavour è un centro abitato (town) degli Stati Uniti d'America, situato nella Contea di Beadle nello Stato del Dakota del Sud. La popolazione era di 114 persone al censimento del 2010.

## Storia
La città di Cavour fu progettata nel 1880. La città prende il nome da Camillo Benso, conte di Cavour, un politico e imprenditore italiano.

## Geografia fisica
Cavour è situata a 44°22′10″N 98°02′18″W (44.369465, -98.038222).
Secondo lo United States Census Bureau, ha un'area totale di 0,41 miglia quadrate (1,06 km²).

## Società

### Evoluzione demografica
Secondo il censimento del 2010, c'erano 114 persone.

### Etnie e minoranze straniere
Secondo il censimento del 2010, la composizione etnica della città era formata dal 93,9% di bianchi, il 3,5% di altre etnie, e il 2,6% di due o più etnie. Ispanici o latinos di qualunque etnia erano il 7,9% della popolazione.